# 2024년 10월 죽음
다음은 2024년 10월에 사망한 저명한 인물 목록이다.
- 10월 1일 - 대한민국의 기업인 이대봉
- 10월 2일 - 대한민국의 경찰학자 전대양
- 10월 3일
  - 대한민국의 체육인 강원식
  - 프랑스의 영화감독 미셸 블랑
- 10월 4일
  - 대한민국의 정치인 백영기
  - 대한민국의 지방의원 육미선
  - 일본의 요리사 하토리 유키오
- 10월 5일
  - 러시아의 사회운동가 일다르 다딘
  - 미국의 생화학자 브루스 에임스
  - 미국의 소설가 로버트 쿠버
  - 대한민국의 교육인 정희경
- 10월 6일 - 네덜란드의 축구인 요한 네이스컨스
- 10월 7일
  - 중화민국의 영화배우 왕젠민
  - 미얀마의 정치인 조 민 마웅
  - 미국의 영화배우 니컬러스 프라이어
- 10월 8일
  - 쿠바의 야구인 루이스 티안트
  - 중화인민공화국의 정치인 우방궈
  - 미국의 정치인 팀 존슨
- 10월 9일
  - 인도의 산업가 라탄 타타
  - 핀란드의 지휘자 레이프 세게르스탐
  - 독일의 축구인 디터 부르덴스키
  - 그리스의 축구인 조지 볼독
- 10월 10일 - 미국의 인권옹호자 에델 케네디
- 10월 12일
  - 스코틀랜드의 정치인 앨릭스 새먼드
  - 미국의 음악가 카
- 10월 13일 - 대한민국의 배우 권성덕
- 10월 14일
  - 일본의 아동문학가 나카가와 리에코
  - 대한민국의 소설가 박혜강
  - 미국의 심리학자 필립 짐바르도
- 10월 15일 - 미국의 컴퓨터과학자 E. 앨런 에머슨
- 10월 16일
  - 대한민국의 성악가 박세원
  - 팔레스타인의 정치인 야흐야 신와르
  - 잉글랜드의 가수 리엄 페인
- 10월 17일
  - 미국의 영화배우 미치 게이너
  - 일본의 영화배우 니시다 토시유키
- 10월 18일
  - 프랑스의 군인 미셸 로크주프레
  - 미국의 내분비학자 앤드루 섈리
- 10월 19일
  - 대한민국의 문학평론가 김양수
  - 대한민국의 언론인 김주철
  - 미국의 야구인 루디 메이
- 10월 20일
  - 튀르키예의 반체제자 펫훌라흐 귈렌
  - 중국의 고생물학자 둥즈밍
  - 대한민국의 성악가 박노경
- 10월 21일
  - 잉글랜드의 싱어송라이터 폴 디애노
  - 대한민국의 금융인 서상록
  - 프랑스의 영화배우 크리스틴 보이슨
- 10월 22일
  - 대한민국의 정치인 고진화
  - 페루의 신학자 구스타보 구티에레스
  - 미국의 야구인 페르난도 발렌수엘라
  - 동독의 허들선수 안넬리 에르하르트
  - 미국의 기독교 엘리자베스 프랜시스
- 10월 23일
  - 대한민국의 정치인 이상득
  - 미국의 영화배우 잭 존스
  - 미국의 물리학자 리언 쿠퍼
- 10월 24일 - 폴란드의 영화배우 야드비가 바란스카
- 10월 25일
  - 대한민국의 배우 김수미
  - 미국의 음악가 필 레시
- 10월 26일 - 일본의 연구자 이즈카 고조
- 10월 27일
  - 대한민국의 대법관 김달식
  - 대한민국의 정치인 송대윤
- 10월 28일
  - 일본의 만화가 우메즈 카즈오
  - 덴마크의 영화배우 울프 필고르
- 10월 29일 - 미국의 영화배우 테리 가
- 10월 30일
  - 대한민국의 정치인 문태갑
  - 대한민국의 배구인 조혜정